# جودیت گابانی

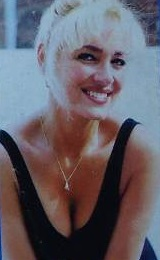

جودیت گابانی، نام هنری اولگا ادیت گابانی (بوئنوس آیرس، ۱۲ آوریل ۱۹۵۸)، هنرپیشه، مدل، تاجر و مجری آرژانتینی است که به خاطر نقش‌هایش در سریال‌ها شهرت دارد.

## زندگی‌نامه
او که در کپیتال فدرال به دنیا آمد، اولین سال‌های زندگی خود را در لانوس (بوئنوس آیرس بزرگ) گذراند. نام هنری او توسط مادرش زمانی که متوجه شد پدرش نامش را از روی نام اولین دوست دخترش گذاشته انتخاب کرد.
گابانی در ۱۷ سالگی به عنوان یک مدل شروع به فعالیت کرد و بعداً در تلویزیون کارهایی اجرا کرد. او در سینما نیز در فیلم‌هایی به کارگردانی آلبرتو اولمدو و خورخه پورسل کار کرد. او همچنین به عنوان یک مدل تبلیغاتی برای تبلیغات تجاری قبل از جام جهانی ۸۶ برای آبجو کیلمس همراه با Teto Medina فعالیت کرد. او در سال ۲۰۰۰ با برنامه فرهنگ لغت که توسط Utilísima Satelital پخش می‌شد، به عنوان مجری اولین کار خود را انجام داد البته در دهه ۹۰ او قبلاً با خوان آلبرتو ماتیکو سابقه مجری گری را در کارنامه خود داشت.